# Théodore Dézamy
Théodore Dézamy, född 4 mars 1808 i Luçon, Vendée, död där 24 juli 1850, var en fransk socialist.
Dézamy förkunnade i ett flertal skrifter såsom Code de la communauté (1842) en av Charles Fourier starkt påverkad socialism.